# The Clock
The Clock (bra O Ponteiro da Saudade) é um filme de drama romântico estadunidense de 1945 dirigido por Vincente Minnelli e estrelado por Judy Garland e Robert Walker. Este foi o primeiro papel dramático de Garland em um filme.
Garland reprisou o seu papel para uma versão no programa de rádio Lux Radio Theatre, que foi ao ar em 28 de janeiro de 1946.

## Elenco
- Judy Garland ...Alice Maybery
- Robert Walker ...Cabo Joe Allen
- James Gleason ...Al Henry
- Keenan Wynn ...The Drunk
- Marshall Thompson ...Bill
- Lucile Gleason ...Sra. Al Henry
- Ruth Brady ...Helen
- Robert Homans ...Oficial (sem créditos)
- Jack Mower ...Segundo Oficial do Metrô (sem créditos)
- Larry Steers ...homem no ônibus (sem créditos)